# Білл Дюк
Вільям Генрі «Білл» Дюк-молодший (англ. William Henry "Bill" Duke, Jr.; 26 лютого, 1943, Поукіпзі штату Нью-Йорк, США) — американський кіноактор, режисер і продюсер.

## Ранні роки
Народився у родині Етель Луїс (до шлюбу Даґлас) та Вільяма Генрі Дюка-старшого. Початкову акторську й письменницьку освіту здобув у коледжі Датчесс Комм'юніті, розташованому у рідному місті. Відтак навчався акторської майстерності у Бостонському університеті, школі Тиш при Нью-Йоркському університеті й Американському інституті кіномистецтва. Здобувши диплом бакалавра мистецтв, 1971 року уперше вийшов на сцену театру у мюзиклі на Бродвеї.

## Кар'єра
У кіно актор деб'ютував 1976 року в ролі жорстокого ісламського революціонера Абдули Мугаммеда Акбара у фільмі «Автомийка». 1980 року зіграв сутенера-гомосексуала в криминальній мелодрамі «Американський жиголо». Із розквітом епохи бойовиків Білл Дюк, афроамериканець 194 сантиметри на зріст із бритою головою, став затребованим у ролях «крутих хлопців». Найбільш відомі його образи — у стрічках «Коммандо», «Хижак» та «Джексон на прізвисько „Мотор“».
Білл Дюк режисував деякі серії гучних у 1980-і роки телесеріали, серед яких «Блюз Гілл-стрит» і «Поліція Маямі». Також він режисував такі кінофільми як «Лють у Гарлемі», «Під прикриттям», «Ґанґстер».

## Фільмографія
| Рік       |   | Українська назва                    | Оригінальна назва                 | Роль                        |
| --------- | - | ----------------------------------- | --------------------------------- | --------------------------- |
| 1972-1975 | с | ABC Спеціяльно після школи          | ABC Afterschool Specials          | Містер Сендс                |
| 1976      | с | Автомийка                           | Carwash                           | Абдула Мугаммед Акбар       |
| 1978      | с | Старскі та Гатч                     | Starsky and Hutch                 | Офіцер Драйден              |
| 1978      | с | Янголи Чарлі                        | Charlie’s Angels                  | Девід Перл                  |
| 1980      | с | Американський жиголо                | American Gigolo                   | Леон                        |
| 1980-1981 | с | Палмерстаун, США                    | Palmerstown, U.S.A.               | Лютер Фримен                |
| 1981      | с | Бенсон                              | Benson                            | Мед-Доґ                     |
| 1985      | с | Командо                             | Commando                          | Кук                         |
| 1986      | с | Даллас: Ранні роки                  | Dallas: The Early Years           | Сет Фостер                  |
| 1987      | с | Хижак                               | Predator                          | Мак                         |
| 1987      | с | Незайманщина                        | No Man’s Land                     | Малкольм                    |
| 1988      | с | Джексон на прізвисько Мотор         | Action Jackson                    | Капітан Ерл Армбрастер      |
| 1987      | с | Американський театер                | American Playhouse                | Другий аґент ФБР            |
| 1989      | с | Без надії на повернення             | Street of No Return               | лейтенант Борел             |
| 1990      | с | Пташка на дроті                     | Bird on a Wire                    | Альберт Діґґс               |
| 1993      | с | Загроза суспільству                 | Menace II Society                 | детектив                    |
| 1993      | с | Дій, сестро 2                       | Sister Act 2: Back in the Habit   | містер Джонсон              |
| 1994      | с | Поліціянти під прикриттям           | New York Undercover               | найманий убивця             |
| 1998      | с | Біографія                           | Biography                         | оповідач                    |
| 1998      | с | Закон вулиць                        | Always Outnumbered                | «Дрізд» Ўіллс               |
| 1998      | с | Підступний план Сьюзан              | Susan’s Plan                      | детектив Скотт              |
| 1998      | с | Чорна Жак                           | Black Jaq                         | Айвор «Макс» Максвелл       |
| 1999      | с | Розплата                            | Payback                           | детектив Гікс               |
| 1999      | с | Дурний                              | Foolish                           | студійний продюсер          |
| 1999      | с | Анґлієць                            | The Limey                         | старший аґент АНБ           |
| 1999      | с | Лихоманка                           | Fever                             | детектив Ґласс              |
| 2000      | с | Хто убив дітей Атланти?             | Who Killed Atlanta’s Children?    | Чируменґа Дженґа            |
| 2001      | с | Ніколи більше                       | Never Again                       | Ерл                         |
| 2001      | с | Наскрізні поранення                 | Exit Wounds                       | шеф Гінґс                   |
| 2002      | с | Ліґа справедливости                 | Justice League                    | детектив                    |
| 2002      | с | Кохання та кулі                     | Love and a Bullet                 | таємничий голос по телефону |
| 2002      | с | Червоний дракон                     | Red Dragon                        | начальник поліції           |
| 2002      | с | R.U.S./H.                           | R.U.S./H.                         | невідомо                    |
| 2002-2003 | с | Кримінальні перегони                | Fastlane                          | капитан Боб Периш           |
| 2003      | с | Національна безпека                 | National Security                 | лейтенант Вашинґтон         |
| 2003-2004 | с | Карен Сіско                         | Karen Sisco                       | Еймос Ендрюс                |
| 2005      | с | Розбагатій або помри                | Get Rich or Die Tryin'            | Левар                       |
| 2006      | с | Зоряний крейсер «Галактика»         | Battlestar Galactica              | Філан                       |
| 2006      | с | Люди Ікс: Остання битва             | X-Men: The Last Stand             | Траск                       |
| 2006      | с | Загублені                           | Lost                              | Ўорден Гаррис               |
| 2006      | с | Амариліс                            | Yellow                            | Майлс Еморі                 |
| 2007      | с | По талан                            | The Go-Getter                     | Лікер                       |
| 2007      | с | Ґетто                               | The Boondocks                     | детектив                    |
| 2008      | с | Мертва справа                       | Cold Case                         | Ґровер Бун                  |
| 2008      | с | Мій особистий ворог                 | My Own Worst Enemy                | Серж Кабако                 |
| 2009      | с | —                                   | Level 26: Dark Origins            | Джек Мітчелл                |
| 2010      | с | Кримінальна фішка від Генрі         | Henry’s Crime                     | Френк                       |
| 2010      | с | Великий вибух                       | The Big Bang                      | Драммер                     |
| 2011      | с | Хаос                                | Chaos                             | ґенерал Марґоліс            |
| 2011      | с | —                                   | Engagement                        | невідомо                    |
| 2012      | с | Смерть зі спецефектами              | Freaky Deaky                      | Ўенделл Робінсон            |
| 2013      | с | Бойові пси                          | Battledogs                        | президент Дональд Шеридан   |
| 2014      | с | Перехресний вогонь                  | Bad Country                       | Джон Нокс                   |
| 2014      | с | —                                   | Clipped Wings, They Do Fly        | прокурор Адам Стивенсон     |
| 2015      | с | Поміж                               | Between                           | батько Ґорда                |
| 2016      | с | Закон і порядок: Спеціяльний корпус | Law & Order: Special Victims Unit | Ед Пастрино                 |
| 2016      | с | —                                   | Restored Me                       | офіцер Брентли              |
| 2016      | с | —                                   | Beyond the Silence                | прокурор Адам Стивенсон     |
| 2017      | с | Американський диявол                | American Satan                    | Гебріел                     |
| 2018      | с | Менді                               | Mandy                             | Карутерс                    |
| 2018-2019 | с | Чорна Блискавка                     | Black Lightning                   | аґент Персі Оделл           |
| 2019      | с | Птах високого польоту               | High Flying Bird                  | Спенс                       |